# Solenopsis nigella
Solenopsis nigella é uma espécie de formiga do gênero Solenopsis, pertencente à subfamília Myrmicinae.